# Analecta Cisterciensia
Gli Analecta Cisterciensia (abbreviazione ACi) sono l'organo scientifico dell'Ordine Cistercense. La rivista multilingue è stata pubblicata sporadicamente dal 1945, inizialmente con il titolo di Analecta Sacri Ordinis Cisterciensis (fino al 1964), ma presto con cadenza annuale.
Dal 1968 al 2007 è stato curato da Polikárp Zakar (arciabate di Zirc e abate Generale emerito dell'Ordine). Sotto il suo mandato, la rivista si occupò sempre più di diritto canonico e di storia cistercense in epoca moderna; in sostanza, il periodico è dedicato a tutti gli aspetti dell'Ordine in ogni epoca. Dal 2007 al 2020, la redazione è stata affidata allo storico cistercense Alkuin Schachenmayr, sotto la cui guida è diventato il principale organo di storia cistercense.
Dal 1º gennaio 2021 la redazione è affidata ai cistercensi di Heiligenkreuz Meinrad Tomann e Moses Hamm, in collaborazione con Joachim Werz, Mirko Breitenstein e Jörg Sonntag (Forschungsstelle für vergleichende Ordensgeschichte [abbreviazione FOVOG]).
Altri periodici cistercensi, come Collectanea Cisterciensia, Cîteaux (Commentarii cistercienses), Cistercian Studies Quarterly, Cistercium, Cistercienser-Chronik e Rivista Cistercense, pongono l'accento su temi prevalentemente medievali e sui trattati spirituali dei membri dell'ordine. Analecta Cisterciensia, invece, pubblica principalmente monografie accademiche con un'enfasi sulla ricerca.